# Najrān
Najrān (in arabo نجران‎?) era il nome di un'oasi himyarita dell'Arabia meridionale (oggi Ukhdūd, nell'attuale Arabia Saudita) in cui era insediata la più numerosa comunità cristiana dell'intera Penisola Araba prima della comparsa dell'Islam. La moderna città fu fondata nel 1965 e conta poco più di 300 000 abitanti principalmente dediti all'agricoltura. A Sud-Ovest dell'abitato sorge la diga della Valle di Najrān, la più grande del Regno con una capacità di 85 milioni di metri cubi d'acqua.

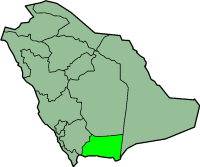
La regione di Najran, nel sud dell'Arabia Saudita.

## La Najran antica
La popolazione, che si calcola superasse nel VII secolo le 2 000 persone, era nota per la ricchezza prodotta da attività agricole e mercantili. Ricordata da Tolomeo nella sua Geografia come "Nagara", Najrān era il terminale di partenza della più importante strada carovaniera che, costeggiando il Mar Rosso, trasportava a dorso di dromedario negli empori siriani più a settentrione mercanzie yemenite composte da spezie fra cui l'incenso, tessuti serici (harīr) e di ottimo cotone (bazz), lavorati in loco o importati dall'India, e gli ottimi acciai indiani.
I grandi margini di guadagno, oscillanti fra il 100 e il 200% del capitale inizialmente investito, trasformarono gli abitanti dell'oasi in una sorta di banchieri, in grado di concedere prestiti di non trascurabile entità anche a importanti uomini politici.
Fu proprio un prestito accordato al sovrano himyarita Dhū Nuwās a provocare nel 520 il dramma che colpì i cristiani suoi creditori. L'intenzione infatti di Dhū Nuwās di non restituire il vistoso debito contratto lo convinse a scatenare una persecuzione che fu mascherata da speciose intenzioni religiose, dal momento che il sovrano s'era convertito all'ebraismo, imponendo una non indifferente giudaizzazione del suo reame.
I "martiri omeriti" (ossia "martiri himyariti) di cui si ebbe una penosa eco fino in piena area mediterranea, non sono altro che i 20 000 caduti cristiani che rifiutarono la giudaizzazione imposta da Dhū Nuwās.
La notizia delle stragi indusse Costantinopoli e il Negus a contrarre un'alleanza che, con lo scopo ufficiale di vendicare l'offesa fatta ai loro correligionari arabi yemeniti, mascherò in effetti una ricorrente volontà di dominare un'area da sempre nota per la ricchezza dei suoi commerci.
Una flotta e un esercito guidato dallo stesso Negus Ella-Asbeha aggredirono infatti il reame himyarita nel 525, riducendolo per circa mezzo secolo a una dipendenza etiopica, all'interno d'una più ampia sfera d'influenza bizantina, fino all'arrivo dei persiani Sasanidi che ridussero lo Yemen a loro satrapia.
Il principale esponente cristiano di Najrān fu il sayyid al-Hārith b. Kaʿb che, sotto il nome di S. Arethas, fu elevato alla gloria degli altari, venendo commemorato ogni anno il giorno 24 ottobre (insieme a San Raffaele), mentre Najrān divenne una delle principali città sante della Cristianità orientale, unitamente a Edessa, alla stessa Aksum in Etiopia e all'armena Echmiadzin.
Con l'affermarsi dell'Islam la città fu riconosciuta meritevole di "protezione" (dhimma) in cambio d'un tributo. Fu consentito ai cristiani praticare liberamente il proprio culto e, malgrado un decreto d'espulsione del secondo Califfo, ʿOmar b. al-Khaṭṭāb, che portò la maggioranza di loro a insediarsi presso l'irachena Kufa, una discreta presenza cristiana nell'oasi è attestata fino al X secolo, quando la città eleggeva ancora un suo proprio vescovo.

## La Najrān moderna

### Annessione all'Arabia Saudita
Najrān aderì nel 1934 al neo-costituito Regno dell'Arabia Saudita, grazie all'impegno espresso dallo sceicco Jābir Abū Sāq, capo del numeroso clan della tribù Yām. A partire dal 1924, le forze del Regno Mutawakkilita dello Yemen lanciarono senza successo numerose incursioni per annettere Najrān al regno yemenita. L'Imam dello Yemen cercò di stringere più stretti legami con alcuni leader tribali e nel 1932 le forze dell'Imam Yaḥyā attaccarono Najrān con più di 50 000 uomini, dotati di ogni tipo di arma disponibile. Il clan Yām e altri elementi filo-sauditi opposero una forte resistenza, Vari segmenti tribali si  affiancarono ai sauditi, mentre altri erano favorevoli agli yemeniti.
Lo sceicco Jābir Abū Sāq cercò con successo l'appoggio del re ʿAbd al-ʿAzīz Bin Saʿūd  e nella primavera del 1934, l'esercito saudita, al comando del principe Saʿūd, figlio del re, organizzò una vasta campagna militare, circondando Najrān da nord e da nord-ovest, sconfiggendo le forze yemenite.
Najrān divenne così parte dell'Arabia Saudita, malgrado la sua plurisecolare storia yemenita, e un trattato fu firmato dalle parti belligeranti per assicurare il rispetto della situazione creatasi sul campo.

## Popolazione e amministrazione
La città saudita, secondo il censimento del 2010, vantava poco più di 300 000 abitanti. Il sindaco, Fāris al-Shafāq, risponde del suo operato al Governatore della provincia di Najrān, Jalawī bin ʿAbd al-ʿAzīz bin Musāʾid bin Jalawī Āl Saʿūd, appartenente alla famiglia reale saudita.

## Istruzione
La città ha 560 scuole pubbliche e 10 private. Vanta inoltre un ateneo: l'Università di Najran e il Najran College of Technology.

## Infrastrutture e trasporti
A 40 chilometri a nord-est della città sorge il moderno aeroporto di Najran, il cui traffico è in costante aumento e che, pur essendo definito nazionale dalle autorità dell'aviazione civile saudita, riceve anche voli internazionali dai vicini Paesi arabi. Lo scalo ha assorbito, nel 2014, poco più di seicentomila passeggeri.